# Péter Simek
Péter Simek (ur. 30 stycznia 1980 w Morze) – węgierski piłkarz występujący na pozycji pomocnika, reprezentant kraju.

## Życiorys
Wychowanek Videotonu, na początku 1998 roku został włączony do pierwszej drużyny. W NB I zadebiutował 1 marca w zremisowanym 0:0 spotkaniu z MTK. Ogółem w barwach Videotonu rozegrał dziewięć ligowych spotkań, a po zakończeniu sezonu odszedł z klubu, podpisując umowę z Gázszer FC. W lutym 2000 roku przeszedł do Vasasu, natomiast w 2002 roku został piłkarzem Újpestu. W okresie gry w tym klubie zadebiutował w reprezentacji, co miało miejsce 19 listopada 2003 roku w przegranym 0:1 towarzyskim meczu z Estonią.
W sezonie 2004/2005 doznał poważnej kontuzji. Mimo to trener Aurél Csertői pozyskał go do FC Fehérvár, gdzie Simek po wyzdrowieniu otrzymał kilka szans gry. W styczniu 2006 roku został zakupiony przez Politehnikę Timișoara. Argumentem za wyjazdem była silniejsza, zdaniem Węgra, liga oraz większa liczba kibiców. W Divizia A zadebiutował 11 marca w wygranym 1:0 spotkaniu z Politehniką Jassy. Jednakże kwietniu doznał kontuzji więzadła kolanowego, która wykluczyła go z gry na ponad dwa miesiące. Po jej wyleczeniu kolejni trenerzy klubu nie korzystali już z usług Simeka, który został relegowany do rezerw. Ponadto Węgier podał klub do sądu z powodu zaległości w wynagrodzeniu, a sąd drugiej instancji uznał pozew za zasadny. Latem 2006 roku piłkarz przebywał na testach w Barnsley F.C., ale nie został zatrudniony przez angielski klub.
W marcu 2007 na zasadzie wolnego transferu został pozyskany przez FC Fehérvár, gdzie grał półtora roku. Na początku 2009 roku został wypożyczony do Újpestu, a po pół roku przeszedł do klubu na zasadzie transferu definitywnego. W 2011 roku przeszedł do Vasasu, z którym rok później spadł do NB II. Od 2013 roku występował w klubach niższych lig. Karierę piłkarską zakończył w 2016 roku.

## Statystyki ligowe
| Sezon         | Klub                  | Liga      | Mecze | Gole |
| ------------- | --------------------- | --------- | ----- | ---- |
| 1997/1998     | Videoton FC Fehérvár  | NB I      | 9     | 0    |
| 1998/1999     | Gázszer FC            | NB I      | 28    | 1    |
| 1999/2000 (j) | Gázszer FC            | NB I      | 11    | 0    |
| 1999/2000 (w) | Vasas Danubius Hotels | NB I      | 10    | 0    |
| 2000/2001     | Vasas Danubius Hotels | NB I      | 29    | 2    |
| 2001/2002     | Vasas Danubius Hotels | NB I      | 22    | 4    |
| 2002/2003     | Újpest FC             | NB I      | 24    | 2    |
| 2003/2004     | Újpest FC             | NB I      | 29    | 6    |
| 2004/2005     | Újpest FC             | NB I      | 23    | 3    |
| 2005/2006 (j) | FC Fehérvár           | NB I      | 8     | 2    |
| 2005/2006 (w) | Politehnica Timișoara | Divizia A | 4     | 0    |
| 2006/2007     | Politehnica Timișoara | Liga I    | 0     | 0    |
| 2006/2007 (j) | FC Fehérvár           | NB I      | 3     | 0    |
| 2007/2008     | FC Fehérvár           | NB I      | 27    | 3    |
| 2008/2009 (j) | FC Fehérvár           | NB I      | 13    | 1    |
| 2008/2009 (w) | Újpest FC             | NB I      | 12    | 0    |
| 2009/2010     | Újpest FC             | NB I      | 28    | 2    |
| 2010/2011     | Újpest FC             | NB I      | 28    | 2    |
| 2011/2012     | Vasas SC              | NB I      | 6     | 0    |
| 2012/2013     | Vasas FC              | NB II     | 3     | 0    |
| 2013/2014 (j) | Rákospalotai EAC      | NB III    | 4     | 0    |